# Francis Drake (3e baronnet)
Francis Drake, 3e baronnet (1642-1718) de l'abbaye de Buckland, dans le Devon, est un homme politique anglais qui siège à la Chambre des communes à divers moments entre 1673 et 1700.

## Biographie

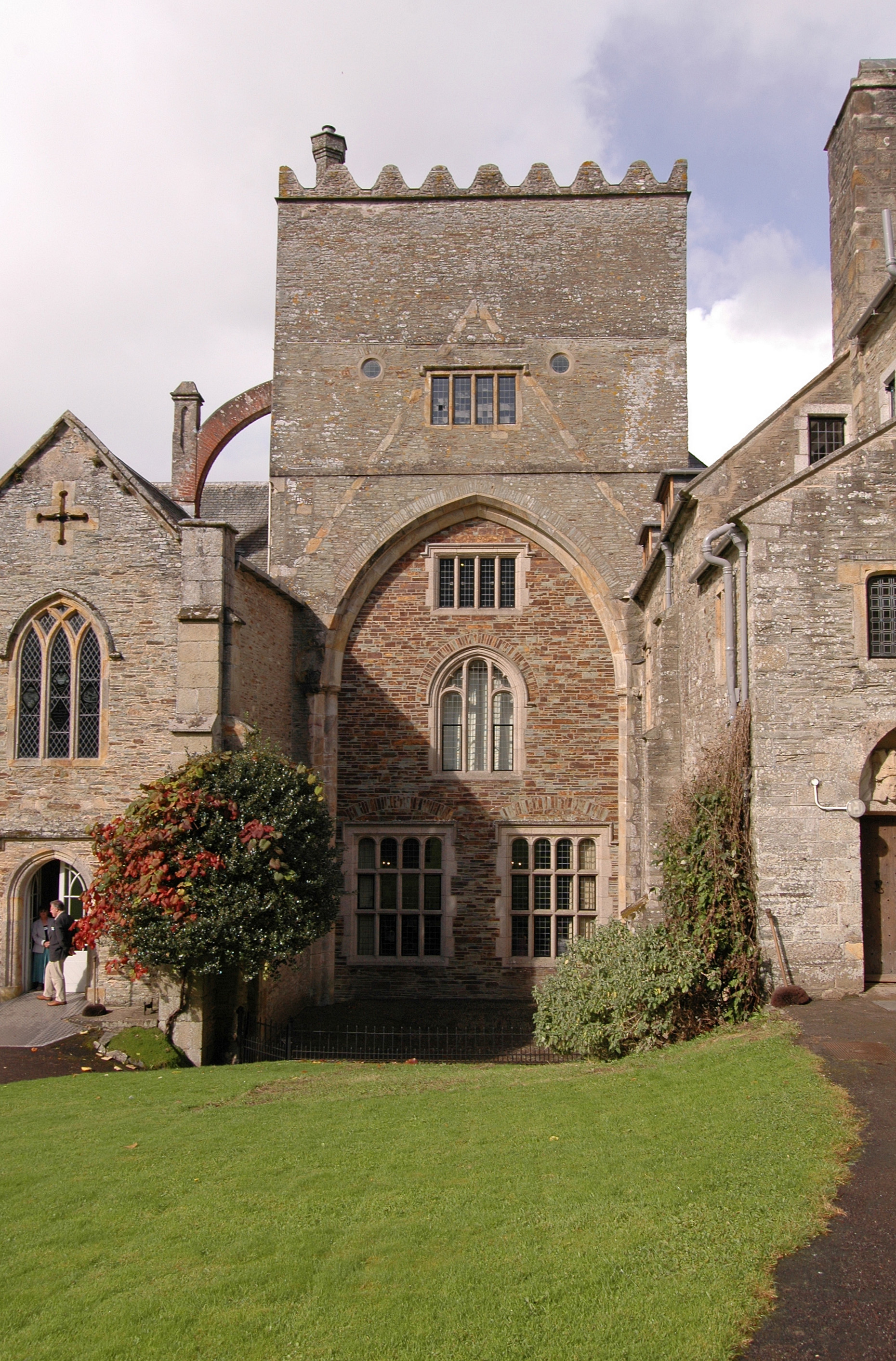
Tour de l'abbaye de Buckland

Il est le fils de Thomas Drake et de sa femme Susan Crimes, fille de William Crimes, de Buckland Crimes et est baptisé le 1er mai 1642 à Buckland. Son père, qui est fils de Francis Drake (1er baronnet), est un major de cavalerie dans l'armée parlementaire. Il devient baronnet à la mort de son oncle Francis Drake (2e baronnet) le 6 juin 1661. Il fait ses études à Exeter College, Oxford le 3 juin 1663, à l'âge de 16 ans et obtient une maîtrise le 28 septembre 1663.
En 1673, il est élu député de Tavistock lors d'une élection partielle au Parlement cavalier. Il est réélu député de Tavistock aux deux élections de 1679 et 1681, puis en 1689 et 1690. Il est élu député de Tavistock encore une fois en 1696 et 1698.
Il est décédé à l'âge de 75 ans à Meavy, où il est enterré le 15 janvier 1718.
Il se marie une première fois le 6 février 1665, à Beere Ferrers, avec Dorothy Bampfylde, fille de John Bampfylde (1er baronnet) et de son épouse Gertrude Copleston, fille d'Amyas Copleston de Warleigh. Elle meurt sans enfants et est enterrée à Buckland le 30 janvier 1679. Il épouse en secondes noces le 21 octobre 1680, Anne Boone, fille de John Boone de Mount Boone, Devon. Elle meurt sans descendance et est inhumée le 22 décembre 1685 à Buckland. Il se marie une troisième fois le 17 février 1690, avec Elizabeth Pollexfen, fille d'Henry Pollexfen, de Nutwell Court, Devon, lord juge en chef du Common Pleas, et de son épouse Mary Duncombe, fille de George Duncombe de Shalford, Surrey, avec qui il a 7 fils et une fille. Elle est enterrée le 25 mars 1717 à Meavy.
Il est remplacé par son fils aîné, Francis Drake (4e baronnet).